# نو فيم إل سيم

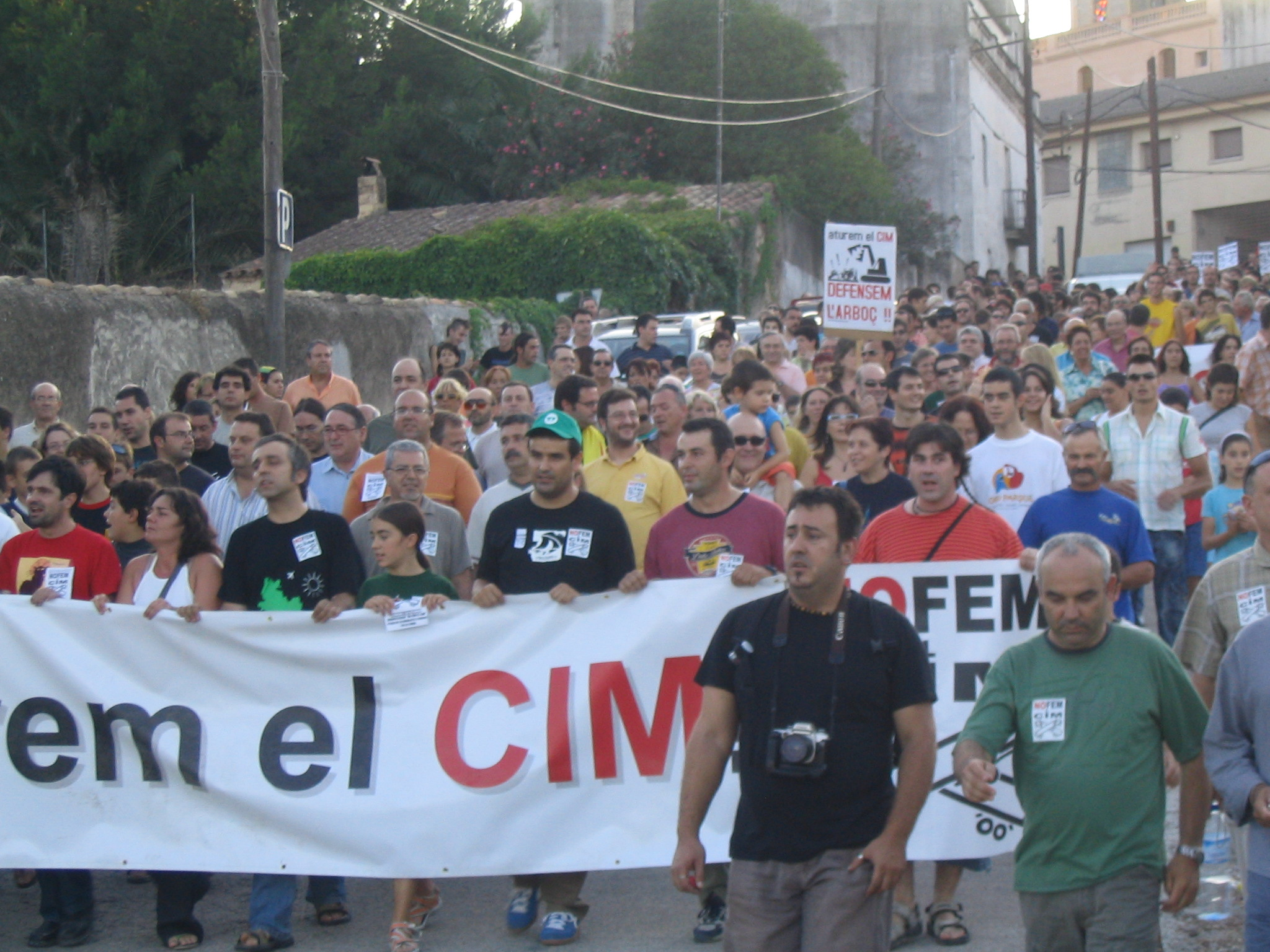
مظاهرة للحركة معارضة للمشروع في أغسطس 2008

حركة "No fem el CIM" تأسست عام 2003 في منطقة بندس (Penedés) بكاتالونيا، إسبانيا لمعارضة مشروع اقامة مركز تجاري متكامل في هذا الإقليم المعروف أيضا" باسم Logis Penedès، وذلك بعد شكوك بأن الحكومة الكاتالونية ترغب في اقامة "CIM" ميناء جاف بين بلدات L'Arboç, Banyeres del Penedès و Sant Jaume dels Domenys. وقال داعمي هذا المشروع أنه سيحول هذه المناطق ذات الاستعمال الزراعي إلى مركز كبير للتبادل التجاري في كاتالونيا.